# Phyllachora aegopodii
Phyllachora aegopodii är en svampart som beskrevs av Fuckel 1870. Phyllachora aegopodii ingår i släktet Phyllachora och familjen Phyllachoraceae.   Inga underarter finns listade i Catalogue of Life.